# Monolene antillarum
Monolene antillarum és un peix teleosti de la família dels bòtids i de l'ordre dels pleuronectiformes
present des de les costes del Canadà fins a Florida i el nord del Golf de Mèxic. Probablement també al nord de la costa de Sud-amèrica.
Pot arribar als 11,8 cm de llargària total.